# Ковалі (Княгининська сільська рада)
Ковалі (біл. вёска Кавалі) — село в складі Мядельського району Мінської області, Білорусь. Село підпорядковане Княгининській сільській раді, розташоване в північній частині області.

## Історія
З 1793 після другого розділу Речі Посполитої Ковалі, як і вся Вілейщина, входила до складу Російської імперії, був утворений Вілейський повіт у складі спочатку Мінської губернії, а з 1843 - Віленської губернії.
У 1921–1945 роках село знаходилось у Польщі, у Вільнюськім воєводстві, Вілейського повіту, у гміні Крывічы.

## Населення
- 1866 рік — 103 людини, 13 будинків
- 1921 рік — 85 людини, 18 будинків[2]
- 1931 рік — 96 людини, 19 будинків[3].